# Домингес Нето, Довенир
Довенир Домингес Нето (порт.-браз. Dovenir Domingues Neto; род. 5 сентября 1981, Уберландия, Бразилия), более известный как просто Нето — бразильский игрок в мини-футбол. Защитник клуба «Прая» и сборной Бразилии по мини-футболу.

## Биография
Первыми клубами Нето были бразильские «Атлетико Минейро», «Минас», с которым он выиграл кубок Бразилии, и «Ульбра», с которой он выиграл бразильский чемпионат. В 2004 году бразилец перебрался в испанский чемпионат, став игроком «Бумеранг Интервью». За шесть лет в составе мадридского гранда бразилец дважды выиграл испанский чемпионат, а также по три раза выигрывал испанский кубок и суперкубок. Участвовал он и в европейских победах клуба, дважды став в его составе обладателем Кубка УЕФА по мини-футболу. Его гол в финале розыгрыша 2005/06 в ворота московского «Динамо» помог испанскому клубу выиграть трофей. Нето забил «динамовцам» и в финале следующего розыгрыша, однако на этот раз россиянам удалось вырвать победу. Второй раз он выиграл еврокубок в сезоне 2008/09, тогда бразильцу удалось сделать дубль в полуфинале в ворота казахстанского «Кайрата».
В 2010 году Нето вернулся в Бразилию, став игроком «Малви». Однако вскоре именитый клуб потерял спонсора и прекратил существование, а Нето перешёл в «Сантос».
В составе сборной Бразилии по мини-футболу Нето стал бронзовым призёром чемпионата мира 2004 года. На турнире он отличился тремя голами, но не сумел забить послематчевый пенальти в полуфинальном матче против сборной Испании.

## Достижения
- Чемпион мира по мини-футболу 2012
- Бронзовый призёр чемпионата мира по мини-футболу 2004
- Чемпион Панамериканских игр 2007
- Чемпион Лузофонских игр 2006
- Обладатель Кубка УЕФА по мини-футболу (2): 2005-06, 2008-09
- Обладатель Межконтинентального кубка (4): 2005, 2006, 2007, 2008
- Чемпион Бразилии по мини-футболу (4): 1999, 2003, 2010, 2011
- Обладатель Кубка Бразилии по мини-футболу 2002
- Чемпион Испании по мини-футболу (2): 2004-05, 2007-08
- Обладатель Кубка Испании по мини-футболу (3): 2004-05, 2006-07, 2008-09
- Обладатель Суперкубка Испании по мини-футболу (3): 2005-06, 2007-08, 2008-09
- Обладатель Recopa Cup 2008
- Обладатель Кубка Хорватии по мини-футболу 2015-16
- Чемпион Казахстана по мини-футболу 2016-17
- Обладатель Кубка Казахстана по мини-футболу 2016
- Чемпион штата Сан-Паулу 2015, 2017
- Чемпион штата Минас-Жерайс среди юношей 1997